# Фогартах мак Нейлл

Ирландия в VIII — первой трети IX века

Фогартах мак Нейлл (Фогартах уа Кернах; др.‑ирл. Fogartach mac Néill, Fogartach ua Cernaich; погиб 7 или 30 октября 724) — король Лагора (Южной Бреги) и король всей Бреги (718—724), верховный король Ирландии (722—724) из рода Сил Аэдо Слане.

## Биография

### Правление
Фогартах был одним из сыновей правителя Лагора Ниалла мак Кернайг Сотала, убитого в 701 году, и правнуком верховного короля Ирландии Диармайта мак Аэдо Слане, умершего в 665 году. Он принадлежал к Уи Хернайг, одной из двух основных ветвей рода Сил Аэдо Слане.
Первое упоминание о Фогартахе в современных ему документах относится к 697 году. Этим годом датирован «Закон невинных» — свод правил, составленный святым Адамнаном и оглашённый на собрании ирландских знати и духовенства в Бирре. Одним из гарантов исполнения этого закона (наряду с верховным королём Ирландии Лоингсехом мак Энгуссо, правителем Кенел Конайлл Конгалом Кеннмагайром, королём Ниаллом мак Кернайг Соталом и другими знатными ирландцами) был и некий «Фокортох», которого идентифицируют с Фогартахом мак Нейллом. Вероятно, к этому времени он уже был совершеннолетним.
После гибели своего отца Фогартах мак Нейлл не смог унаследовать престол Лагора, перешедший сначала к его брату Мане мак Нейллу, а затем к их дяде Коналлу Гранту. В ирландских анналах о Фогартахе мак Нейлле впервые сообщается в 704 году, когда упоминается о его бегстве с поля боя сражения при Клаенате (современном Клейне). В этой битве возглавляемое Бодбхадом Миди, братом короля Миде Мурхада Миди, войско Южных Уи Нейллов было разбито королём Лейнстера Келлахом Куаланном.
Известно, что в 700-е годы Фогартах мак Нейлл предпринял попытку установить контроль над Клонардским аббатством, а в 710 году, после смерти верховного короля Ирландии Конгала Кеннмагайра из рода Кенел Конайлл, безуспешно пытался возглавить союз правителей Южных Уи Нейллов. Упоминание в некоторых средневековых списках правителей Тары Фогартаха как верховного короля Ирландии в это время, является ошибочным.
В 714 году Фогартах мак Нейлл объявил о своих притязаниях на титул короля всей Бреги, но в ответ был изгнан в Британию. По свидетельству «Анналов четырёх мастеров», его ссылка была делом рук верховного короля Ирландии Фергала мак Маэл Дуйна из рода Кенел Эогайн. Однако современные историки предполагают, что, скорее всего, изгнание было следствием междоусобной войны внутри рода Сил Аэдо Слане и называют возможным преследователем Фогартаха или его собственного дядю, короля Бреги Коналла Гранта, или правителя Миде Мурхада Миди. В следующем году Коналл Грант и Мурхад Миди поссорились, король Мурхад был убит своим соперником и это позволило Фогартаху в 716 году возвратиться в Ирландию.
Анналы сообщают, что уже в 717 году Фогартах мак Нейлл организовал беспорядки на ежегодном собрании ирландской знати, проводимом Уи Нейллами в Тайльтиу, во время которых, по крайней мере, два человека были убиты. Хотя средневековые исторические источники не сообщают о причинах бунта, вероятно, это выступление было направлено против верховного короля Ирландии Фергала мак Маэл Дуйна. Предполагается, что вскоре после этих событий между Фогартахом и Фергалом был заключён союз. Возможно, результатом союзнических отношений стало убийство верховным королём Коналла Гранта в 718 году. Это позволило Фогартаху, с согласия Фергала мак Маэл Дуйна, получить престол Лагора и титул короля всей Бреги.
В 719—722 годах верховный король Ирландии Фергал мак Маэл Дуйн вёл военные действия против лейнстерцев и мунстерцев. В 722 году он вторгся с войском в Лейнстер, но 11 декабря погиб в сражении при Алмайне (современном Аллене). Неизвестно, участвовал или нет в этих событиях Фогартах мак Нейлл. Однако после гибели Фергала именно правитель Бреги овладел титулом верховного короля Ирландии. Фогартах стал первым верховным королём из рода Сил Аэдо Слане, после погибшего в 695 году Финснехты Пиролюбивого.
Однако правление Фогартаха мак Нейлла как верховного короля Ирландии было очень непродолжительно. Уже в 724 году против него выступил его четвероюродный брат, король Наута (Северной Бреги) Кинаэд мак Иргалайг. Вероятно, причиной этого была старая семейная вражда, во время которой в 701 году отец Фогартаха, Ниалл мак Кернайг Сотал, был убит отцом Кинаэда Иргалахом мак Конайнгом Куйрре. В произошедшем 7 или 30 октября при Кенн Деилгден (возможно, Килдалки) сражении войско Фогартаха было разбито, а сам он пал на поле боя. Его тело было похоронено в аббатстве Клонард. Новым правителем Лагора стал брат Фогартаха, Катал мак Нейлл, а титулы короля всей Бреги и верховного короля Ирландии перешли к Кинаэду мак Иргалайгу.

### Семья
Исторические источники сообщают о многочисленном потомстве короля Фогартаха мак Нейлла. Упоминается, что его сыновьями были Фланн Фойрбте (умер в 716), короли Лагора Кернах (убит в 738) и Фергус (умер в 751), Финснехта (умер в 761), король всей Бреги Кайрпре (умер в 771), а также Куммасках (упоминался в 778). Известно, по крайней мере, и об одной дочери Фогартаха, скончавшейся в 774 году Дунфлайт. Потомки Фогартаха, правившие септом Уи Хернайг, долгие годы соперничали за контроль над Южной Брегой с потомками короля Коналла Гранта из септа Сил Конайлл Грант.